# 61P/Chaïne-Schaldach
La comète Chaïne-Schaldach, officiellement 61P/Chaïne-Schaldach et internationalement 61P/Shajn-Schaldach, est une comète périodique du système solaire, découverte le 18 septembre 1949 par Pelagueïa Chaïne à l'Observatoire d'astrophysique de Crimée.